# The Quiet Place
"The Quiet Place" singl je melodičnog death metal sastava In Flames s albuma Soundtrack to Your Escape.  Ovo je zasad najuspješniji singl In Flamesa (2. pozicija na švedskoj top listi).

## Popis pjesama
1. "The Quiet Place"
2. "My Sweet Shadow "(Remix)
3. "Värmlandsvisan"  (Live)
4. "The Quiet Place" (Video)
5. Studio recording session (Video)

## Spot
Za pjesmu "The Quiet Place" je napravljen i spot koji je režirao Patrick Ullaeus. Video prikazuje pjevača Anders Fridéna kako odlazi u kino, gdje se, kako je to sastav rekao, "probudi u svojoj glavi"...

## Postava
- Anders Fridén - vokali
- Jesper Strömblad - gitara
- Björn Gelotte - gitara
- Peter Iwers - bas
- Daniel Svensson - bubnjevi